# William Parker (músic)
William Parker   (Nova York, 10 de gener de 1952) és un contrabaixista, multi-instrumentista, poeta i compositor estatunidenc de free jazz. A partir dels anys vuitanta, Parker va tocar amb Cecil Taylor durant més d'una dècada i ha dirigit la Little Huey Creative Music Orchestra des del 1981. "The Village Voice" el va nomenar "el baixista de jazz lliure més consistent de tots els temps" i "Down Beat" el va anomenar "un dels líders de banda més aventurers i prolífics del jazz".

## Joventut i carrera
Parker va néixer al Bronx, Nova York, i va créixer en el projecte d'habitatge Melrose. El seu primer instrument va ser la trompeta, seguit del trombó i el violoncel. Parker no va ser format formalment com a músic clàssic, però en la seva joventut va estudiar amb Jimmy Garrison, Richard Davis i Wilbur Ware en l'aprenentatge de la tradició.
Tot i que Parker ha estat actiu des de principis dels anys setanta, va començar a cridar l'atenció del públic tocant amb el pianista Cecil Taylor als anys vuitanta. Ha actuat en molts dels grups de Peter Brötzmann, i ha tocat amb el saxofonista David S. Ware des del 1989 fins a la seva última actuació en concert el 2011. És membre de la cooperativa "Other Dimensions In Music". El seu treball com a líder va guanyar protagonisme als anys noranta amb grups com lOrquestra de Música Creativa Little Huey i In Order to Survive.
Els àlbums "breakout" de Parker es van publicar a principis de la dècada de 2000, primer amb el William Parker Quartet (amb Brown, Drake i Lewis Barnes): O'Neal's Porch va ser inclòs a les llistes de "Best of 2001" al The New York Times, DownBeat, i l'Associació de Periodistes de Jazz; el 2002, Raining on the Moon, amb la convidada Leena Conquest, va rebre excel·lents crítiques en publicacions com Pitchfork. L'àlbum Sound Unity del William Parker Quartet va ser escollit com un dels 100 millors selectors de l'editor d'Amazon.com del 2005. Petit Oiseau va ser escollit com un dels millors discs de jazz del 2008 pel The Wall Street Journal, a la "BBC Radio Three", The Village Voice, i PopMatters. Double Sunrise over Neptune, també publicat el 2008, va figurar com un dels 10 millors CD de jazz de 2008 (fins a finals d'agost) a Amazon.
El creixent protagonisme al llarg de la dècada de 2000 també va provocar una revisió del seu catàleg posterior, amb el llançament de diversos enregistraments inicials.
Parker és un músic destacat de l'escena de jazz experimental de la ciutat de Nova York, on dirigeix diversos grups i co-organitza el "Vision Festival" anual amb la seva dona, la ballarina Patricia Nicholson; també es destaca sovint per la seva dedicació a la comunitat, mentoria, i la seva condició de "conserge de free-jazz" i "alcalde no oficial de l'escena improvisadora de Nova York".
Ha actuat en festivals de música de tot el món, inclòs el "Guelph Jazz Festival" al sud d'Ontario.
Parker juga sovint a l'arc. El baix ha estat el seu instrument principal durant tota la seva carrera, però també toca trompeta, tuba, flautes de bambú, shakuhachi, flauta, canyes dobles, la kora africana occidental, el gembri i el donso ngoni, un instrument que li va introduir per primera vegada Don Cherry.
El 2006, Parker va ser guardonat amb el "Premi Resounding Vision de Nameless Sound". El març de 2007, el seu llibre, Who Owns Music ?, va ser publicat per la "buddy's knife jazz edition" a Colònia, Alemanya. Qui és el propietari de la música? reuneix els seus pensaments polítics, poemes i assajos musicològics. El juny de 2011, "Rogue Art"" va publicar el segon llibre de Parker, Converses, una col·lecció d'entrevistes a destacats músics de jazz lliure i pensadors avançats, principalment de la comunitat afroamericana.

## Llibres
- Who Owns Music? (buddy's knife jazzedition, 2007)
- Conversations (RogueArt, 2010)

## Films
- 2001 – Inside Out in the Open (2001). Directed by Alan Roth. Asymmetric Pictures. Distributed by Third World Newsreel.